# 플로리다주의 기

플로리다 주의 기

플로리다의 기는 플로리다주의 깃발이다. 미국 남부 지역의 십자가에 플로리다 주의 문장을 더한 형태의 기이다. 또한 십자가는 스페인의 부르고뉴 십자 깃발에서 유래되었다.

## 과거의 기

기의 원형이 된 부르고뉴 십자기
서플로리다의 기 (1810년)
1861년 당시 쓰인 비공식 기
1861년부터 1865년까지 쓰인 기
1868년부터 1900년까지 쓰인 기
1900년부터 1985년까지 쓰인 기

## 같이 보기
- 미국의 주 문장 목록